# De findes overalt
De findes overalt er en dansk propagandafilm fra 1945 med instruktion og manuskript af Peter Lind.

## Handling
Propagandafilm for difterivaccination. Filmen viser på drastisk vis, hvor mange smittebærere, der kan findes blandt folk.